# Agrotis poliophaea
Agrotis poliophaea là một loài bướm đêm trong họ Noctuidae.